# Cheumatopsyche tienmuiaca
Cheumatopsyche tienmuiaca är en nattsländeart som beskrevs av Schmid 1965. Cheumatopsyche tienmuiaca ingår i släktet Cheumatopsyche och familjen ryssjenattsländor. Inga underarter finns listade i Catalogue of Life.